# Macaulay Culkin
Macaulay Macaulay Culkin Culkin (født 26. august 1980) er en amerikansk skuespiller. Han er bedst kendt for at spille Kevin McCallister i de første to Alene Hjemme-film. Senere spillede han hovedrollen i filmen Richie Rich fra 1994. Efter filmen Richie Rich holdt Culkin en pause fra filmoptagelserne. I 2003 spillede han hovedrollen i filmen Party Monster, og har siden medvirket i et par Tv-serier og spillefilm.
I 2013 grundlagde han comedy rockbandet The Pizza Underground, som han var forsanger for indtil de splittede op i 2018. Bandet spillede primært parodier af The Velvet Undergrounds sange med pizza-tema.
Culkin er også kendt for at have været venner med poplegenden Michael Jackson. Han er også med i musikvideoen til Jacksons sang "Black or White".
En af hans yngre brødre er skuespilleren Kieran Culkin.
I 2019 ændrede Macaulay Carson Culkin sit navn til Macaulay Macaulay Culkin Culkin efter en afstemning på Twitter.

## Filmografi
| År   | Titel                          | Rolle                     | Noter      |
| ---- | ------------------------------ | ------------------------- | ---------- |
| 1988 | Rocket Gibraltar               | Cy Blue Black             |            |
| 1989 | See You in the Morning         | Billy Livingstone         |            |
| 1989 | Uncle Buck                     | Miles Russell             |            |
| 1990 | Jacob's Ladder                 | Gabe Singer               | Uncredited |
| 1990 | Home Alone                     | Kevin McCallister         |            |
| 1991 | Only the Lonely                | Billy Muldoon             |            |
| 1991 | My Girl                        | Thomas J. Sennett         |            |
| 1992 | Home Alone 2: Lost in New York | Kevin McCallister         |            |
| 1993 | The Good Son                   | Henry Evans               |            |
| 1993 | The Nutcracker                 | The Nutcracker Prince     |            |
| 1994 | Getting Even with Dad          | Timmy Gleason             |            |
| 1994 | The Pagemaster                 | Richard Tyler             |            |
| 1994 | Richie Rich                    | Richard "Richie" Rich Jr. |            |
| 2003 | Party Monster                  | Michael Alig              |            |
| 2004 | Saved!                         | Roland Stockard           |            |
| 2007 | Sex and Breakfast              | James Fitz                |            |
| 2011 | The Wrong Ferarri              | Himself                   |            |
| 2015 | Adam Green's Aladdin           | Ralph                     |            |
| 2019 | Changeland                     | Ian                       |            |

### Tv
| År        | Titel                                 | Rolle                                   | Noter                                  |
| --------- | ------------------------------------- | --------------------------------------- | -------------------------------------- |
| 1985      | The Midnight Hour                     | Halloween Kid                           | Television film                        |
| 1988      | The Equalizer                         | Paul Gephardt                           | Episode: "Something Green"             |
| 1991      | Wish Kid                              | Nicholas "Nick" McClary                 | Stemme; 13 episoder                    |
| 1991      | Saturday Night Live                   | Sig selv (vært)                         | Episode: "Macaulay Culkin/Tin Machine" |
| 1994      | Frasier                               | Elliot (stemme)                         | Episode: "Seat of Power"               |
| 2003      | Will & Grace                          | Jason "JT" Towne                        | Episode: "May Divorce Be with You"     |
| 2004      | Foster Hall                           | Clark Hall                              | Pilot                                  |
| 2005–2010 | Robot Chicken                         | Bastian Bux Kevin McCallister Billy Kid | Stemme; 5 episoder                     |
| 2009      | Kings                                 | Andrew Cross                            | 5 episoder                             |
| 2015–2016 | The Jim Gaffigan Show                 | Himself                                 | 8 episoder                             |
| 2019      | Dollface                              | Dan Hackett                             | Episode: "History Buff"                |
| 2020      | The Eric Andre Show                   | Sig selv                                | Episode: "You Got Served"              |
| 2021      | American Horror Story: Double Feature | Mickey                                  | 5 episoder                             |
| 2022      | The Righteous Gemstones               | Harmon Freeman                          | 2 episoder                             |
| 2022      | Entergalactic                         | Downtown Pat                            | Stemme; Netflix special                |
| 2022      | The Paloni Show! Halloween Special!   | Schmee-mo The Dancing Disabled          | Stemme                                 |

## Hæder
| År                               | Nomineret værk(er)     | Pris                                          | Resultat               | Ref.                   |                        |
| American Comedy Awards           | American Comedy Awards | American Comedy Awards                        | American Comedy Awards | American Comedy Awards | American Comedy Awards |
| -------------------------------- | ---------------------- | --------------------------------------------- | ---------------------- | ---------------------- | ---------------------- |
| 1991                             | Home Alone             | Funniest Actor in a Motion Picture            | Vundet                 | [ 8 ]                  |                        |
| Chicago Film Critics Association |                        |                                               |                        |                        |                        |
| 1990                             | Home Alone             | Emerging Actor                                | Vundet                 | [ 9 ]                  |                        |
| Golden Globe Awards              |                        |                                               |                        |                        |                        |
| 1990                             | Home Alone             | Best Actor – Motion Picture Musical or Comedy | Nomineret              | [ 10 ]                 |                        |
| MTV Movie Awards                 |                        |                                               |                        |                        |                        |
| 1992                             | My Girl                | Best Kiss shared with Anna Chlumsky           | Vundet                 | [ 11 ]                 |                        |
| 1992                             | My Girl                | Best On-Screen Duo shared with Anna Chlumsky  | Nomineret              | [ 11 ]                 |                        |
| 1994                             | The Good Son           | Best Villain                                  | Nomineret              | [ 12 ]                 |                        |
| Golden Raspberry Awards          |                        |                                               |                        |                        |                        |
| 1994                             | Getting Even with Dad  | Worst Actor                                   | Nomineret              | [ 13 ]                 |                        |
| 1994                             | The Pagemaster         | Worst Actor                                   | Nomineret              | [ 13 ]                 |                        |
| 1994                             | Richie Rich            | Worst Actor                                   | Nomineret              | [ 13 ]                 |                        |
| Stinkers Bad Movie Awards        |                        |                                               |                        |                        |                        |
| 1994                             | Getting Even with Dad  | Worst Actor                                   | Nomineret              | [ 14 ]                 |                        |
| 1994                             | The Pagemaster         | Worst Actor                                   | Nomineret              | [ 14 ]                 |                        |
| 1994                             | Richie Rich            | Worst Actor                                   | Nomineret              | [ 14 ]                 |                        |
| 2003                             | Party Monster          | Worst Actor                                   | Nomineret              | [ 15 ]                 |                        |
| Young Artist Awards              |                        |                                               |                        |                        |                        |
| 1991                             | Home Alone             | Best Young Actor Starring in a Motion Picture | Vundet                 | [ 8 ]                  |                        |